# 니시쇼나이촌
니시쇼나이촌(西庄内村)은 오이타현, 오이타군에 있던 촌이다. 현재의 유후시의 일부에 해당한다.